# توماس إيتون
توماس إيتون (بالإنجليزية: Thomas Eaton)‏ هو سياسي أمريكي، ولد في 1739 في كارولاينا الشمالية في الولايات المتحدة، وتوفي في 1 يونيو 1809 في مقاطعة وارين في الولايات المتحدة. انتخب عضو مجلس نواب كارولينا الشمالية.